# Magie ve starověkém Řecku

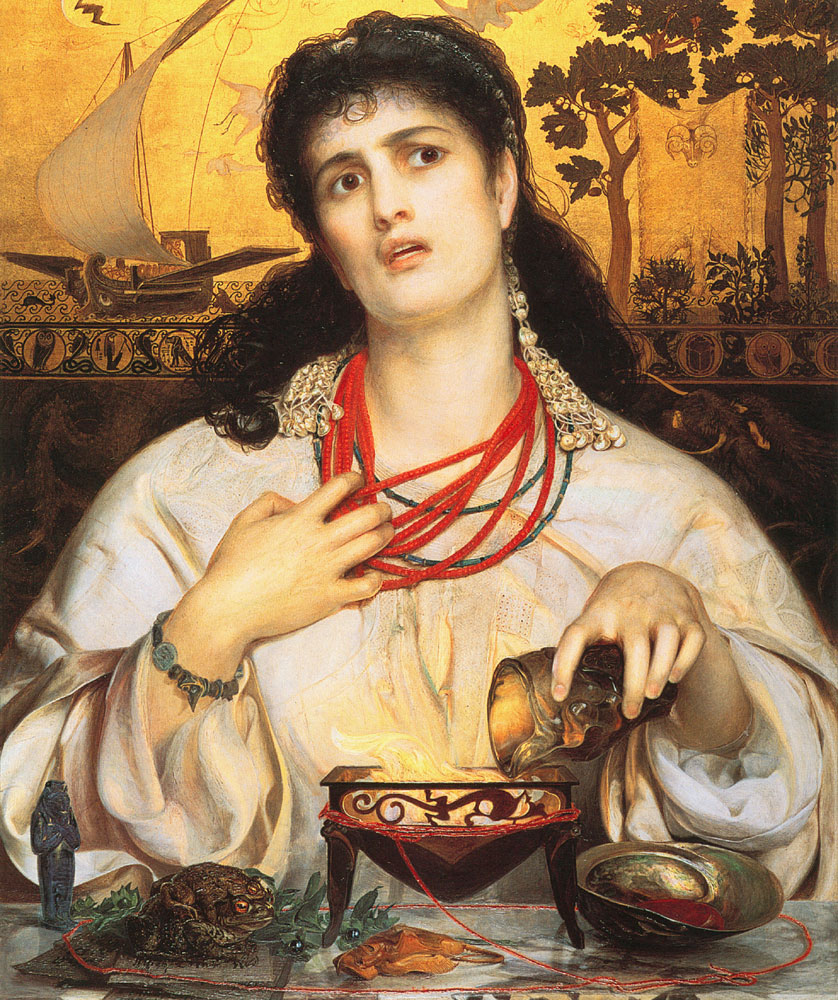
Frederick Sandys, Médeia, 1866-1868

Magie ve starověkém Řecku zahrnovala celou škálu praktik, které zahrnovaly mimo jiné mageia či goéteii, epoidai (zaříkávání), katadesmos (proklínací tabulky), farmaka (posilující lektvary i jedy, čarodějnictví), periapta (amulety), filtra (milostnou magii), kollossoi („vúdú panenky“) a různé formy věštění. Pohled starověkých Řeků neznal moderní dělení na magii, vědu, náboženství a pověru. V řecké mytologii lze nalézt řadu postav spojených s magií či čarodějnictvím. Jako čarodějka bývá označována například Kirké a Médeia. S magií či čarodějnictvím byly také spojována významná božstva jako Hermés a Hekaté, nebo thrácký pěvec Orfeus.
Praktikování magie vyvolávalo určitou nedůvěru a často bylo spojováno či zaměňováno s činnostmi jako je travičství. V jónském městě Teos byl v 5. století př. n. l. muž se svou rodinou za záškodnou magii (farmaka deleteria) potrestán smrtí, ve 4. století př. n. l. byla se svými dětmi v Athénách popravena Theoris z Lemnu, která byla farmakis „kouzelnice, čarodějka“, ale není jasné, jaká byla povaha jejího obvinění. Proti magii vystupoval například Platón, ale také epikurejci a stoikové.
Užití termínu magie v kontextu starověkého Řecka je některými badateli zpochybňováno s poukazem na nerozlišitelnost „magie“ od „náboženství“, ale také od pověry či vědy. Nabízí místo toho termíny jako „magicko-náboženské fenomény“ nebo „neschválené náboženské aktivity“.

## Terminologie a praktiky
Původním obecným termínem pro magii byl ve starořečtině goéteia (γοητεία), ale vedle něj se prosadil výraz mageia (μαγεία) vychází z magos (μάγος) a to zase ze staroperského magu-, které označovalo zvláštní třídu věštců a vykladačů snů. K převzetí tohoto slova došlo již v 5. století př. n. l. a postupně nahradilo výraz goéteia. Dalším výrazem pro praktika magie byl epodos, které znamená doslova „zpívající“ nebo „směřující svoji píseň na něco“, což naznačuje souvislost se zpívanými zaklínadly.
Ze slova farmakon (φάρμᾰκον), které označovalo posilující lektvary, léky i jedy, byla odvozena slova jako farmakeia „lékařství, magie, čarodějnictví“ (φαρμακεία), farmakeus „travič, čaroděj, lékárník“, farmakis „čarodějka, čarodějnice“ (φαρμακίς) a farmakos „obětní beránek“ (φαρμακός). Ze slova farmakon je odvozeno také adjektivum polyfarmakos (πολυφάρμακος) „mnoha farmak (znalý)“, kterým jsou v Iliadě popisováni lékaři, v Odysseii bohyně Kirké a v Argonautice Médeia.
Amulety a talismany byly nazývány períapton (περίαπτον) a fylaktérion (φῠλᾰκτήρῐον), z nichž druhý jmenovaný byl užíván k ochraně nositele. Mohly být vyrobeny ze dřeva, kosti, kovu nebo kamene, vzácně i z polodrahokamu a mít podobu či nést vyobrazení falu, oka, vulvy, uzlu, skarabea nebo ruky ukazující obscénní gesto, či nést další blahodárné a ochranné symboly. Mohly se skládat také z papyru či kovového plíšku s magickými slovy či být uloženy v váčku. Ochranné předměty, která chránila celá města, se nazývaly paládium.
Kletba (agos, ara či euche) byla nástrojem pomsty vůči nepřátelům dotyčného, ale také způsobem hrozby udržující veřejný pořádek.  Již od archaické doby se ke kletbám, ale také k milostné magii, užívaly panenky zvané kollosoi, v řecko-římské době získaly na oblibě proklínací tabulky zvané katadesmos.

### Goetie
Výraz goetie vychází ze starořeckého goétia (γοητεία) „umění goétů“. To pochází z goés (γόης) „čaroděj, kouzelník, kejklíř“ a to z goaó „křičet, sténat, naříkat, kvílet (nad mrtvým)“. Ve starověkém Řecku používal v zásadě zaměnitelně s obdobnými slovy jako magos a epodos. Všechny tyto termíny měli určitý negativní nádech a byly urážlivé. Je pravděpodobné že původně existovala jistá distinkce mezi nimi a odkazovali na odlišné techniky, ale v dochovaných pramenech jsou prakticky nerozlišitelné, ač slovo goés mělo ještě více negativní nádech než magos, a bylo spojováno s vytvářením iluzí, podvody a šarlatánstvím.
Nejstarší doklady o užití slova pochází z 5. století př. n. l. Podle básně Foronis byli daktylové z posvátné hory Idy goéty, užívali zaklínadla (epodai) a věnovali se mystériím, podle Feredýka působícího ve stejné době byli „leví“ daktylové goéty a „praví“ analyontes, tedy těmi kdo dokáží zlomit prokletí (katadeseis). V Aischylově dramatu Peršané pak perská královna matka vede duši (psychagogoi) svého zemřelého manžela Dareia skrze žalozpěv (gooi). Tím však implicitně může odkazovat i na slovo magie, které má perský původ, a chápat vyvolávání zemřelých, ať už označované jako goétia nebo mageia, jako bytostně perskou praktiku. V další Aischylově hře, ztracených Psychagogoi bylo titulní „vodění duší“ podle Frýnicha totožné s goétií. V Euripídových Bakchantkách je jako goés a epodos označen Dionýsos. Ve 4. století př. n. l. Platón užíval termín goétia jako synonymní k farmakeia „lékařství, travičství, čarodějnictví“. Hérodotos považoval skytské Neury, kteří se údajně mění ve vlky, za goéty. V pozdějších pramenech se pak objevují další goéti. Podle Diodóra Sicilského byl jedním z nich Eunus, vůdce povstání otroků, podle Strabóna dácký kněz Deceneus a mytický pěvec Orfeus, podle Filostrata císař Hadrián a tentýž autor zmiňuje že z goétie byl obviňován Apollónios z Tyany.
Ve vlivném byzantském slovník Suda z 10. století se objevuje dělení na magii, čarodějnictví a goétii. Magie (mageia) je vyvolání dobrotivých duchů, jako například v případě zázraků Apollónia z Tyany, čarodějnictví (farmakeia) užívání jedů a goétia vyvolávání zemřelých. Tento pohled však nemá oporu ve starších pramenech. Ještě později, především od středověku, se goetie stala synonymní k černé magii.